# San Agustín, Catazajá
San Agustín är en ort i Mexiko.   Den ligger i kommunen Catazajá och delstaten Chiapas, i den sydöstra delen av landet, 800 km öster om huvudstaden Mexico City. San Agustín ligger 9 meter över havet och antalet invånare är 208.
Terrängen runt San Agustín är mycket platt. Runt San Agustín är det ganska glesbefolkat, med 27 invånare per kvadratkilometer. Närmaste större samhälle är La Guayaba, 13,0 km öster om San Agustín. Omgivningarna runt San Agustín är en mosaik av jordbruksmark och naturlig växtlighet.